# Kolonia Kąty
Kolonia Kąty – kolonia wsi Kąty w Polsce położona w województwie lubelskim, w powiecie biłgorajskim, w gminie Frampol.
W latach 1975–1998 kolonia należała administracyjnie do województwa zamojskiego.
Miejscowość w sołectwie Kąty gminy wiejskiej Frampol.